# Богиня Демократії
Богиня демократії (кит.: 民主女神; піньінь: mínzhǔ nǚshén) — 10-метрова статуя, встановлена на площі Тяньаньмень в Пекіні, КНР, під час подій на площі Тяньаньмень 1989 року.
Статуя створена за 4 дні студентами Академії мистецтв Пекіна з пінопласту та пап'є-маше поверх металевої арматури. Була знищена китайською армією 4 червня 1989 при придушенні демонстрацій.
Відтоді було створено кілька її копій, які розташовані в різних містах світу. Пам'ятник жертвам комунізму, що був відкритий 2007 року в Нью-Йорку є майже точною копією цієї статуї